# 4-тензор
4-тензор — математичний об'єкт, який використовується для опису поля в релятивістській фізиці, тензор, визначений у чотиривимірному просторі-часі, повороти системи відліку в якому включають як звичні повороти тривимірного простору, так і перехід між системами відліку, які рухаються з різними швидкостями одна щодо іншої. 
У загальному випадку 4-тензор є об'єктом із набором індексів: 
{\displaystyle A_{i_{1}i_{2}\ldots i_{n}}^{j_{1}j_{2}\ldots j_{m}}}
При зміні системи відліку компоненти цього об'єкта перетворюються за законом
{\displaystyle A_{i_{1}i_{2}\ldots i_{n}}^{\prime j_{1}j_{2}\ldots j_{m}}=\beta _{j_{1}k_{1}}\beta _{j_{2}k_{2}}\ldots \beta _{j_{m}k_{m}}\alpha _{i_{1}l_{1}}\alpha _{i_{2}l_{2}}\ldots \alpha _{i_{n}l_{n}}A_{l_{1}l_{2}\ldots l_{n}}^{k_{1}k_{2}\ldots k_{m}}},
де {\displaystyle \alpha _{ij}} — матриця повороту, {\displaystyle \beta _{ij}} — обернена їй.
Верхні індекси називаються контраваріантними, нижні — коваріантними. Сумарне число індексів задає ранг тензора. 4-вектор є 4-тензором першого рангу. 
Зазвичай у фізиці тензори однакової природи з різним числом коваріантних і контраваріантних індексів вважаються спорідненими (дуальними). Опускання чи піднімання індекса здійснюється за допомогою метричного тензора {\displaystyle {\hat {g}}}, наприклад для 4-тензора другого рангу
{\displaystyle A^{ij}=g^{jk}A_{k}^{i}}

## Приклади
Рівняння теорії відносності особливо зручно записувати, використовуючи 4-вектори й 4-тензори. Головною перевагою такого запису є те, що в цій формі рівняння автоматично Лоренц-інваріантні, тобто не  змінюються при переході від однієї інерційної системи координат до іншої. 

### Тензор електромагнітного поля
Відповідний 4-тензор існує також і для опису електромагнітного поля. Це 4-тензор другого рангу. При його використанні основні рівняння для електромагнітного поля: рівняння Максвела й рівняння руху зарядженої частки в полі мають особливо просту й елегантну форму.

#### Визначення через 4-потенціал
4-тензор визначається через похідні від 4-потенціалу:
{\displaystyle F_{ik}={\frac {\partial A_{k}}{\partial x^{i}}}-{\frac {\partial A_{i}}{\partial x^{k}}}}.

#### Визначення через тривимірні вектори
4-тензор визначається через звичайні тривимірні складові векторів напруженості так:
{\displaystyle F_{ik}=\left({\begin{matrix}0&E_{x}&E_{y}&E_{z}\\-E_{x}&0&-H_{z}&H_{y}\\-E_{y}&H_{z}&0&-H_{x}\\-E_{z}&-H_{y}&H_{x}&0\end{matrix}}\right)}
{\displaystyle F^{ik}=\left({\begin{matrix}0&-E_{x}&-E_{y}&-E_{z}\\E_{x}&0&-H_{z}&H_{y}\\E_{y}&H_{z}&0&-H_{x}\\E_{z}&-H_{y}&H_{x}&0\end{matrix}}\right)}
Перша форма — це коваріантний тензор, друга форма — контраваріантний тензор.

#### Сила Лоренца
Записане у 4-векторній формі рівняння руху зарядженої частки в електромагнітному полі набирає вигляду
{\displaystyle mc{\frac {du^{i}}{ds}}={\frac {q}{c}}F^{ik}u_{k}},
де {\displaystyle u^{k}} — 4-швидкість, q — електричний заряд частки, c — швидкість світла, m — маса спокою. Права частина цього рівняння це сила Лоренца.

## Тривимірні тензори всередині чотиривимірних

### Заміна просторових координат
Якщо робити обчислення компонент тензора в довільній рухомій системі координат, про яку було сказано в попередньому пункті, то важко буде порівнювати результати з експериментом, адже зручно розглядати лише інерційні системи координат, або близькі до інерційних (згідно з принципом еквівалентності гравітація еквівалентна силам інерції, тому в умовах сильного гравітаційного поля глобальної інерційної системи не існує).
У цій приблизно інерційній системі координат вісь часу сприймається окремо від простору, і ми можемо розглядати такі заміни координат (наприклад перехід від прямокутної декартової у сферичну систему координат), де час {\displaystyle x^{0}} залишається незмінним, а просторові координати однієї системи {\displaystyle \{{\hat {x}}^{1},{\hat {x}}^{2},{\hat {x}}^{3}\}} виражаються через просторові координати іншої, і не залежать від часу:
{\displaystyle (4)\qquad {\hat {x}}^{0}=x^{0}}
{\displaystyle {\hat {x}}^{1}={\hat {x}}^{1}(x^{1},x^{2},x^{3})}
{\displaystyle {\hat {x}}^{2}={\hat {x}}^{2}(x^{1},x^{2},x^{3})}
{\displaystyle {\hat {x}}^{3}={\hat {x}}^{3}(x^{1},x^{2},x^{3})}
матриці переходу між такими системами координат мають блочно-діагональний вигляд, а саме:
{\displaystyle (5)\qquad (\alpha _{j}^{i})={\begin{bmatrix}1&0&0&0\\0&\alpha _{1}^{1}&\alpha _{1}^{2}&\alpha _{1}^{3}\\0&\alpha _{2}^{1}&\alpha _{2}^{2}&\alpha _{2}^{3}\\0&\alpha _{3}^{1}&\alpha _{3}^{2}&\alpha _{3}^{3}\end{bmatrix}}}
{\displaystyle (5a)\qquad (\beta _{j}^{i})={\begin{bmatrix}1&0&0&0\\0&\beta _{1}^{1}&\beta _{1}^{2}&\beta _{1}^{3}\\0&\beta _{2}^{1}&\beta _{2}^{2}&\beta _{2}^{3}\\0&\beta _{3}^{1}&\beta _{3}^{2}&\beta _{3}^{3}\end{bmatrix}}}
дійсно, із першого рівняння (4) маємо:
{\displaystyle (6)\qquad \alpha _{0}^{0}={\partial {\hat {x}}^{0} \over \partial x^{0}}=1}
{\displaystyle (7)\qquad \alpha _{i}^{0}={\partial {\hat {x}}^{0} \over \partial x^{i}}{\big |}_{x^{0}=const}=0,\qquad (i=1,2,3)}
а з решти трьох рівнянь (4) маємо:
{\displaystyle (8)\qquad \alpha _{0}^{i}={\partial {\hat {x}}^{i} \over \partial x^{0}}=0,\qquad (i=1,2,3)}
Такі ж міркування справедливі і для оберненої матриці {\displaystyle \beta _{j}^{i}}, якщо врахувати, що система рівнянь, обернена до (4) має точно такий самий вигляд.

### Поділ компонент чотиривимірних тензорів на групи
Розглянемо для прикладу тензор третього рангу {\displaystyle T^{ijk}}. Поглянемо, як змінюється його нульова компонента {\displaystyle T^{000}} при заміні просторових координат (4):
{\displaystyle (9)\qquad {\hat {T}}^{000}=\sum _{i,j,k=0}^{3}\alpha _{i}^{0}\alpha _{j}^{0}\alpha _{k}^{0}T^{ijk}=\alpha _{0}^{0}\alpha _{0}^{0}\alpha _{0}^{0}T^{000}=T^{000}}
в цих перетвореннях ми врахували спочатку формулу (8) (при {\displaystyle i\neq 0}) чим відсіяли нульові доданки, а потім фомулу (6).
Як бачимо з формули (9), нульова компонента довільного тензора залишається незмінною при перетвореннях (4), тобто є тривимірним скаляром. Тепер звернемося до компонент тензора {\displaystyle T^{00i}} з одним "просторовим" індексом {\displaystyle i=1,2,3}:
{\displaystyle (10)\qquad {\hat {T}}^{00i}=\sum _{p,q,j=0}^{3}\alpha _{p}^{0}\alpha _{q}^{0}\alpha _{j}^{i}T^{pqj}=\alpha _{j}^{i}T^{00j}}
тобто ця сукупність компонент 4-тензора поводиться як тривимірний вектор. Також тривимірним вектором буде {\displaystyle T^{0i0}}, цей вектор може відрізнятися від щойно розглянутого, якщо 4-тензор був несиметричний по останніх двох індексах. Аналогічно маємо, що {\displaystyle T^{0ij}} є просторовим тензором другого рангу, а {\displaystyle T^{ijk}} - просторовим тензором третього рангу.
Треба зазначити, що можна виділяти тривимірні тензори як з коваріантних, так і з контраваріантних компонент 4-тензора. Результат ми одержимо різний. Чому це так, стане ясно після розгляду метрики простору-часу і деяких простих геометричних міркувань.

### Просторові компоненти метричного тензора
Розглянемо компоненти метричного тензора {\displaystyle g_{ij}}. Згідно з попереднім пунктом, з цих 16-ти компонент можна виділити один тривимірний скаляр {\displaystyle a=g_{00}}, один тривимірний вектор {\displaystyle b_{i}=g_{0i}=g_{i0}\;(i=1,2,3)} та один тривимірний симетричний тензор, який ми візьмемо зі знаком мінус: {\displaystyle \gamma _{ij}=-g_{ij}}. Тоді матриця метричного тензора простору-часу запишеться так:
{\displaystyle (11)\qquad (g_{ij})={\begin{bmatrix}a&b_{1}&b_{2}&b_{3}\\b_{1}&-\gamma _{11}&-\gamma _{12}&-\gamma _{13}\\b_{2}&-\gamma _{21}&-\gamma _{22}&-\gamma _{23}\\b_{3}&-\gamma _{31}&-\gamma _{32}&-\gamma _{33}\end{bmatrix}}}
Вияснимо фізичний зміст тривимірного тензора {\displaystyle \gamma _{ij}}. Для цього розглянемо тривимірний підпростір (в 4-вимірному просторі-часі) у фіксований момент часу {\displaystyle x^{0}=const,\;(t=x^{0}/c=const)}. Цей підпростір є деякою (в загальному випадку кривою) гіперповерхнею 4-вимірного простору. Квадрат відстані {\displaystyle dl^{2}} між двома сусідніми точками цієї гіперповерхні ({\displaystyle dx^{0}=0}) є додатня величина, що дорівнює взятому зі знаком мінус просторво-часовому інтервалу:
{\displaystyle (12)\qquad dl^{2}=-ds^{2}=-\sum _{i,j=0}^{3}g_{ij}dx^{i}dx^{j}=\sum _{i,j=1}^{3}\gamma _{ij}dx^{i}dx^{j}>0}
Як видно з останньої формули, {\displaystyle \gamma _{ij}} є тривимірним метричним тензором.
Скаляр {\displaystyle a=g_{00}} очевидно задає масштаб часу (спільний для всіх систем координат, які пов'язані з цими перетвореннями (4)). Вектор {\displaystyle b_{i}=g_{0i}} є мірою неортогональності вибраної осі часу щодо просторових координат. Це проявляється в тому, що обчислення координати швидкості світла дає різний результат в напрямку вектора {\displaystyle \mathbf {b} } і в протилежному напрямку. А саме, розглянемо дві близькі точки простору-часу, які належать траєкторії світла. Просторово-часовий інтервал між цими точками дорівнює нулю:
{\displaystyle (13)\qquad 0=g_{ij}dx^{i}dx^{j}=a(dx^{0})^{2}+2\sum _{i=1}^{3}b_{i}dx^{0}dx^{i}-\sum _{i,j=1}^{3}\gamma _{ij}dx^{i}dx^{j}}
Позначимо компоненти швидкості світла {\displaystyle v^{i}={dx^{i} \over dt}}, і поділимо (13) на {\displaystyle dt^{2}}. Останній доданок (13) дасть очевидно квадрат швидкості світла (згортка вектора з метричним тензором), а другий доданок - скалярний добуток швидкості світла на вектор {\displaystyle \mathbf {b} =\mathbf {u} /c}. Маємо:
{\displaystyle (14)\qquad 0=ac^{2}+2(\mathbf {u} \cdot \mathbf {v} )-\mathbf {v} ^{2}}
Зробивши заміну просторових координат, направимо вісь абсцис {\displaystyle Ox} вздовж вектора {\displaystyle \mathbf {u} } і перейдемо до проєкції на цю вісь, яка може бути додатньою або від'ємною. Для знаходження проєкції {\displaystyle v} маємо квадратне рівняння:
{\displaystyle (15)\qquad ac^{2}+2uv-v^{2}=0}
звідки маємо два розвязки для руху світла в протилежних напрямках:
{\displaystyle (16)\qquad v=u\pm {\sqrt {ac^{2}+u^{2}}}}
Модулі цих величин різні, якщо {\displaystyle u\neq 0}.
Цікаво також поглянути на викривлений фізичний простір-час, аналогічно до того, як це робиться в диференціальній геометрії, уявивши його вміщеним у гіпотетичний плоский псевдоевклідовий простір достатньо великої розмірності {\displaystyle N}. Радіус-вектор в цьому охоплюючому просторі позначимо {\displaystyle \mathbf {r} }. Тоді фізичний простір-час задається параметрично:
{\displaystyle (17)\qquad \mathbf {r} =\mathbf {r} (x^{0},x^{1},x^{2},x^{3})}
а тривимірний простір всередині 4-вимірного одержується поклавши в (17) {\displaystyle x^{0}=const}. Тобто маємо такий тривимірний многовид, залежний від трьох параметрів:
{\displaystyle (18)\qquad \mathbf {r} =\mathbf {r} (x^{1},x^{2},x^{3})}
Координатні (N-вимірні!) вектори в обох випадках даються формулами:
{\displaystyle (19)\qquad \mathbf {r} _{i}={\partial \mathbf {r}  \over \partial x^{i}}}
ці величини, очевидно, збігаються при просторових значеннях індекса ({\displaystyle i=1,2,3}). Метричний тензор обчислюється через псевдоевклідовий скалярний добуток цих векторів:
{\displaystyle (20)\qquad g_{ij}=(\mathbf {r} _{i}\cdot \mathbf {r} _{j})}

### Просторові компоненти 4-вектора
Образ контраваріантного 4-вектора {\displaystyle a^{i}} в охоплюючому псевдоевклідовому просторі дорівнює:
{\displaystyle (21)\qquad \mathbf {a} =a^{i}\mathbf {r} _{i}=a^{0}\mathbf {r} _{0}+a^{1}\mathbf {r} _{1}+a^{2}\mathbf {r} _{2}+a^{3}\mathbf {r} _{3}}
Якщо в цьому векторі ми виділимо просторову частину {\displaystyle \{a^{1},a^{2},a^{3}\}}, то її образом буде інший вектор охоплюючого простору:
{\displaystyle (22)\qquad {\tilde {\mathbf {a} }}=a^{1}\mathbf {r} _{1}+a^{2}\mathbf {r} _{2}+a^{3}\mathbf {r} _{3}}
який очевидно є (неортогональною) проєкцією вектора {\displaystyle \mathbf {a} } на тривимірний підпростір {\displaystyle (\mathbf {r} _{1},\mathbf {r} _{2},\mathbf {r} _{3})} паралельно осі часу {\displaystyle \mathbf {r} _{0}}.
Розглянемо тепер коваріантні компоненти {\displaystyle a_{i}} цього самого вектора {\displaystyle \mathbf {a} }. Ці компоненти є коефіцієнтами при розкладанні вектора {\displaystyle \mathbf {a} } по дуальному базису {\displaystyle \mathbf {r} ^{i}}:
{\displaystyle (23)\qquad \mathbf {r} ^{i}=g^{ij}\mathbf {r} _{j}}
{\displaystyle (24)\qquad \mathbf {a} =a_{0}\mathbf {r} ^{0}+a_{1}\mathbf {r} ^{1}+a_{2}\mathbf {r} ^{2}+a_{3}\mathbf {r} ^{3}}
Перший доданок у формулі (24) ортогональний до кожного з трьох векторів {\displaystyle (\mathbf {r} _{1},\mathbf {r} _{2},\mathbf {r} _{3})}, а тому відкиднувши його, ми здіснимо ортогональну проєкцію вектора {\displaystyle \mathbf {a} } на тривимірну гіперповерхню.

### Диференціювання
Найпростіше обчислюються тривимірні символи Крістофеля {\displaystyle {\tilde {\Gamma }}_{ij,k}} першого роду (з усіма нижніми індексами), оскільки згідно з формулою (11) просторові компоненти {\displaystyle (i,j=1,2,3)} чотиривимірного метричного тензора {\displaystyle g_{ij}} дорівнюють зі знаком мінус компонентам тривимірного метричного тензора {\displaystyle \gamma _{ij}}:
{\displaystyle (25)\qquad {\tilde {\Gamma }}_{ij,k}={1 \over 2}\left(\partial _{i}\gamma _{kj}+\partial _{j}\gamma _{ik}-\partial _{k}\gamma _{ij}\right)=-{1 \over 2}\left(\partial _{i}g_{kj}+\partial _{j}g_{ik}-\partial _{k}g_{ij}\right)=-\Gamma _{ij,k}}
Вже для символів Крістофеля другого роду:
{\displaystyle {\tilde {\Gamma }}_{ij}^{s}=\sum _{k=1}^{3}\gamma ^{sk}{\tilde {\Gamma }}_{ij,k}}
співвідношення між тривимірними і чотиривимірними величинами виявляється набагато складнішим, оскільки обернена до (11) матриця має такий доволі складний вигляд:
{\displaystyle (26)\qquad (g^{ij})={1 \over D}{\begin{bmatrix}1&b^{1}&b^{2}&b^{3}\\b^{1}&b^{1}b^{1}-D\gamma ^{11}&b^{1}b^{2}-D\gamma ^{12}&b^{1}b^{3}-D\gamma ^{13}\\b^{2}&b^{2}b^{1}-D\gamma ^{21}&b^{2}b^{2}-D\gamma ^{22}&b^{2}b^{3}-D\gamma ^{23}\\b^{3}&b^{3}b^{1}-D\gamma ^{31}&b^{3}b^{2}-D\gamma ^{32}&b^{3}b^{3}-D\gamma ^{33}\\\end{bmatrix}}}
В цій формулі позначено: {\displaystyle \gamma ^{ij}} - тривимірна матриця, обернена до {\displaystyle \gamma _{ij}}; {\displaystyle b^{i}=\sum _{j=1}^{3}\gamma ^{ij}b_{j}} - контраваріантні компоненти тривимірного вектора {\displaystyle b_{i}}; і коефіцієнт 
{\displaystyle D=a+\mathbf {b} ^{2}=a+b^{1}b_{1}+b^{2}b_{2}+b^{3}b_{3}}
Також, в загальному випадку, складні вирази одержуються між тензорами кривини і лапласіанами (операторами Лапласа — Бельтрамі). Але у випадку плоского простору Мінковського ми маємо просту формулу для лапласіанів. Лапласіан чотиривимірного простору, який називається оператором Даламбера і позначається квадратиком {\displaystyle \Box }, дорівнює:
{\displaystyle (27)\qquad \Box ={\partial ^{2} \over \partial (x^{0})^{2}}-{\partial ^{2} \over \partial (x^{1})^{2}}-{\partial ^{2} \over \partial (x^{2})^{2}}-{\partial ^{2} \over \partial (x^{3})^{2}}={1 \over c^{2}}{\partial ^{2} \over dt^{2}}-\Delta }
де через дельту {\displaystyle \Delta } позначено лапласіан тривимірного простору.